# Anonymi descriptio Europae Orientalis
Anonymi descriptio Europae Orientalis "Imperium Constantinopolitanum, Albania, Serbia, Bulgaria, Ruthenia, Ungaria, Polonia, Bohemia" anno MCCCVIII exarata – łacińskie źródło dotyczące geografii w średniowieczu. 
Anonimowy utwór został napisany w 1308 roku. Zawiera dokładny opis geograficzny Europy Wschodniej. Jego anonimowy autor był francuskim duchownym najprawdopodobniej z zakonu dominikanów, który został wysłany przez Kościół z misją do Serbii. 
Traktat został odkryty przez Olgierda Górkę. Jego edycja i komentarz był podstawą jego habilitacji.